# Siem Plooijer
Siem Plooijer (Zaandam, 25 juli 1923 – Woudenberg, 19 september 1997) was een Nederlands sporttrainer en -opleider.
Plooijer deed het CIOS in Overveen met voetbal als specialisatie omdat hij die sport zelf beoefend had bij ZVV Zilvermeeuwen. Ook haalde hij certificaten in volleybal, basketbal en atletiek. Naast trainer in het amateurvoetbal was Plooijer werkzaam als bondstrainer van de Nederlandse Kano Bond en betrokken bij de olympische selecties. In 1959 stopte hij omdat hij het niet meer kon combineren met het trainerschap van VV Heerenveen. Van 1961 tot 1969 trainde hij NAC waarmee hij in 1965 uit de Eredivisie degradeerde en een jaar later weer terug promoveerde. In 1966 trad hij bij de KNVB in dienst als bondstrainer. Hij was eerst verantwoordelijk voor het Nederlands amateurvoetbalelftal, dat van zowel een zondag- als een zaterdagteam naar één team ging. In 1969 ging hij zich richten op de opleiding voor beroepsvoetbalcoaches. Wel coachte hij nog kort Jong Oranje. Plooijer was tot zijn pensionering werkzaam bij de KNVB. Hij schreef diverse werken over trainingsmethoden en coaching en was examinator voor de coaches.